# Cinclidotaceae
Cinclidotaceae là một họ rêu trong bộ chưa rõ.